# Vertrag von Alexandropol
Der nicht ratifizierte Vertrag von Alexandropol (türkisch Gümrü Antlaşması) war ein Friedensvertrag zwischen der am 30. Dezember 1922 aufgelösten Demokratischen Republik Armenien und der türkischen Nationalversammlung, welcher am 2. Dezember 1920 in der Stadt Alexandropol, heute Gjumri, unterzeichnet wurde. Der Vertrag beendete den türkisch-armenischen Krieg. Die Republik Türkei wurde drei Jahre danach durch Mustafa Kemal als Nachfolgerin des Osmanischen Reiches ausgerufen und gegründet.
Es war der erste Vertrag der türkischen Bewegung unter Mustafa Kemal mit einem anerkannten Staat. Als Vertreter der türkischen Seite verhandelte General Kâzım Karabekir mit dem armenischen Außenminister Alexander Chatissjan. Der Vertrag bestand aus 18 Artikeln. In Artikel 10 verzichtete Armenien auf den Vertrag von Sèvres, der einen armenischen Staat im östlichen Anatolien vorsah.
Der zweite Artikel legte die neue Grenze zwischen den beiden Ländern fest. Die Grenzlinie sollte über den unteren Teil des Flusses Karasu, den Aras, den Fluss Achurjan, die Karahan-Schlucht, und den Berg Büyük Akbaba laufen.

## Vorgeschichte und Hintergrund

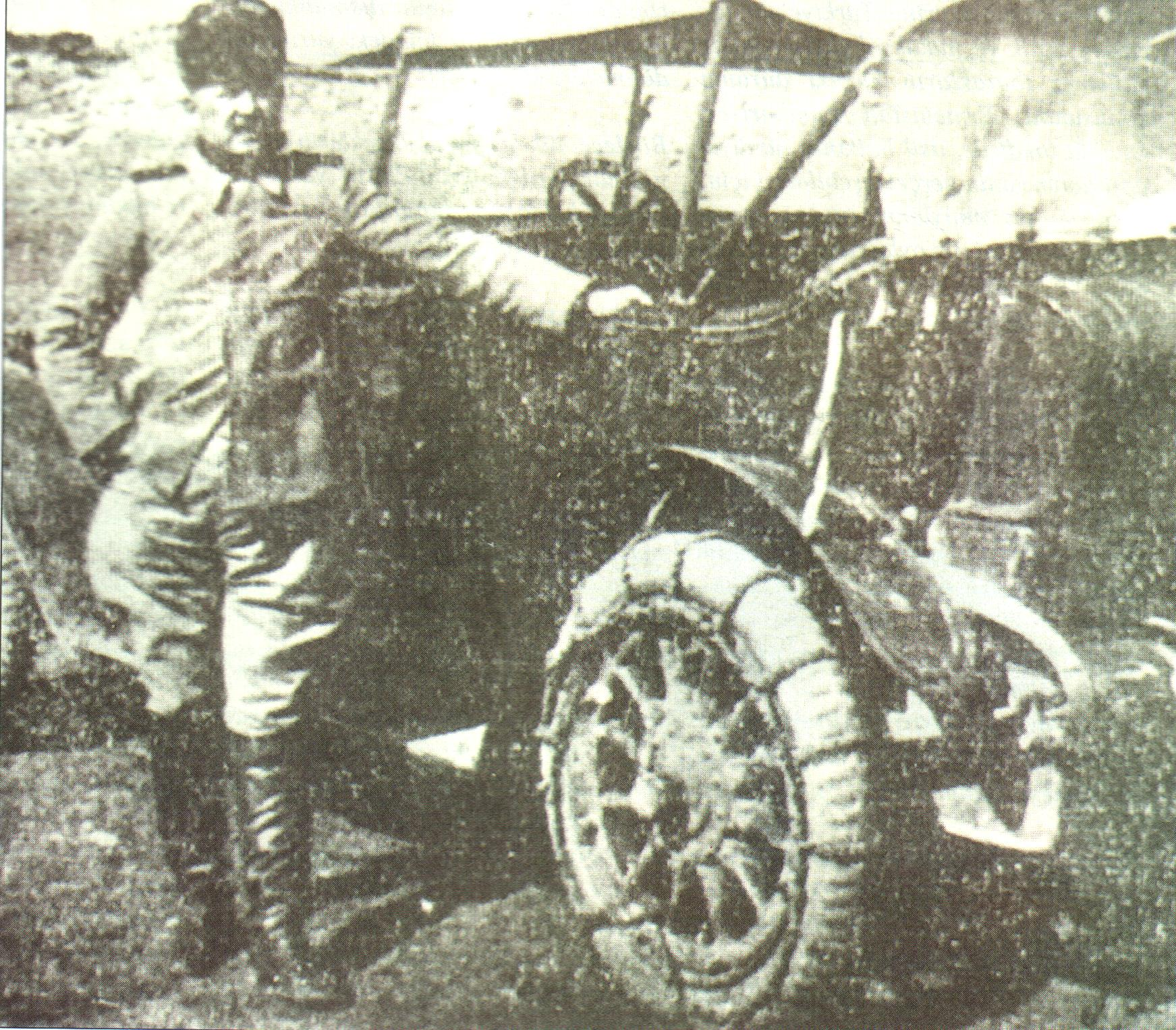
Kâzım Karabekir bei einem Stopp in Pasinler auf dem Weg nach Alexandropol

Der Friedensvertrag von Brest-Litowsk von März 1918 zwischen Sowjetrussland und dem Osmanischen Reich definierte keine neue Grenze, verlangte aber den Abzug russischer Truppen aus den zu Russland gehörenden Bezirken Ardahan, Kars und Batumi und eine Reorganisation der nationalen Zugehörigkeit unter Berücksichtigung der Wünsche der Bevölkerung und der Interessen des Osmanischen Reichs. Zudem sah er die Gründung der Transkaukasischen Demokratisch-Föderativen Republik vor, aus welcher die Staaten Armenien, Aserbaidschan und Georgien hervorgehen sollten.
Im Mai 1918 verlangten die Osmanen zusätzlich noch die Annexion von Tiflis, Etschmiadsin und Nachitschewan, um die Bahnverbindung nach Baku zu kontrollieren. Am 21. Mai begannen die Osmanen ihre Offensive und rückten aufgrund zahlenmäßiger Überlegenheit rasch vor, wodurch Alexandropol und weite Teile des heutigen Armeniens erobert werden konnten. In der Schlacht von Sardarapat wurden sie von den Armeniern jedoch gestoppt, womit eine Eroberung Jerewans und weiterer Teile Armeniens abgewendet werden konnte. Dieser Sieg verhinderte 3 Jahre nach dem Beginn des Völkermords an den Armeniern womöglich eine völlige Zerschlagung der armenischen Nation. Im Vertrag von Batumi von Juni 1918 musste die kurz zuvor gegründete Demokratische Republik Armenien die neuen Grenzen jedoch bestätigen.
Als durch die osmanische Niederlage im Ersten Weltkrieg mit dem Waffenstillstand von Moudros von Oktober 1918 der Vertrag von Brest-Litowsk annulliert wurde, entstand ein Machtvakuum. Darin wurde in Kars im Dezember 1918 die Südwest-Kaukasische Republik gegründet. Diese Republik wurde anfangs von der britischen Verwaltung in Batumi geduldet aber dann im Juni 1919 aufgelöst und armenischer Kontrolle unterstellt. Im August 1920 musste die Türkei im Vertrag von Sèvres die Gebietsgewinne aus dem Vertrag von Brest-Litowsk aufgeben, Kars fiel an Armenien. Die endgültige neue Grenze sollte durch einen Schiedsspruch des amerikanischen Präsidenten Woodrow Wilson festgelegt werden, der dann die zukünftige armenische Grenze deutlich weiter westlich auf das Gebiet der ehemaligen osmanischen Vilayets Erzurum, Trabzon, Van und Bitlis verlegte. Als diese Grenzziehung dann am 22. November 1920 veröffentlicht wurde, war Wilson bereits krankheitsbedingt fast handlungsunfähig, die Vereinigten Staaten hatten ein Mandat für Armenien bereits abgelehnt, die Westmächte (ohne die Vereinigten Staaten), die Wilson damit auf der Konferenz von San Remo mit der Grenzfrage beauftragt hatten, waren kriegsmüde und der Türkisch-Armenische Krieg, der sich aus einem Grenzkonflikt um Oltu entwickelt hatte, war bereit im vollen Gange. In diesem Krieg gelang es dem türkischen Oberkommandierenden Kâzım Karabekir, am 30. Oktober 1920 Kars zu erobern und dann weite Teile Armeniens zu besetzen.

## Vertragsschluss
Der nach dem Krieg im Dezember 1920 unterzeichnete Vertrag von Alexandropol legte die Grenze der Demokratischen Republik Armenien zur Türkei auf den heutigen Grenzverlauf fest. Ein Gebiet, das der heutigen Autonomen Republik Nachitschewan entspricht, über dessen Zugehörigkeit eine Volksabstimmung entscheiden sollte, wurde türkischem Protektorat unterstellt. Armenien sollte auf schwere Waffen verzichten. Die Bestimmungen des Vertrags von Sèvres wurden annulliert, ebenso wie Bestimmungen aus Verträgen Armeniens mit dritten Staaten, die sich gegen die Türkei richteten. Sowohl für Armenien, wie für das Nachitschewangebiet wurde jeweils ein freier Transitverkehr vereinbart.
Der Vertrag sollte vom armenischen Parlament innerhalb eines Monates ratifiziert werden, doch dazu kam es nicht, weil Armenien von Sowjetrussland annektiert worden war. Die Türkei sah die Bestimmungen des Vertrags von Moskau als vorteilhafter an. Im Oktober 1921 wurde die Bestimmungen letzteren Vertrages durch den Vertrag von Kars zwischen der Türkei und der neu gebildeten Transkaukasischen Sozialistischen Föderativen Sowjetrepublik bestätigt.